# Portugal op het wereldkampioenschap voetbal 2010
Portugal was een van de deelnemende landen aan het wereldkampioenschap voetbal 2010 in Zuid-Afrika. Het land neemt voor de vijfde keer in de geschiedenis deel. Hun laatste deelname was in 2006. Portugal kwalificeerde zich als een van de dertien Europese landen.

## Selectie
Op 1 juni 2010 maakte de bondscoach Carlos Queiroz zijn WK-selectie bekend. Nani miste het WK voetbal 2010 door een blessure en zijn vervanger was Ruben Amorim.
| Keepers       |                   |                       |
| 1             | Eduardo           | SC Braga              |
| 12            | Beto              | FC Porto              |
| 22            | Daniel Fernandes  | Iraklis Thessaloniki  |
| Verdedigers   |                   |                       |
| 2             | Bruno Alves       | FC Porto              |
| 3             | Paulo Ferreira    | Chelsea               |
| 4             | Rolando           | FC Porto              |
| 5             | Duda              | Málaga CF             |
| 6             | Ricardo Carvalho  | Chelsea               |
| 13            | Miguel            | Valencia CF           |
| 15            | Pepe              | Real Madrid           |
| 21            | Ricardo Costa     | Valencia CF           |
| 23            | Fábio Coentrão    | Benfica               |
| Middenvelders |                   |                       |
| 8             | Pedro Mendes      | Sporting              |
| 10            | Danny             | Zenit Sint Petersburg |
| 14            | Miguel Veloso     | Sporting              |
| 16            | Raul Meireles     | FC Porto              |
| 19            | Tiago Mendes      | Atlético Madrid       |
| 20            | Deco              | Chelsea               |
| Aanvallers    |                   |                       |
| 7             | Cristiano Ronaldo | Real Madrid           |
| 9             | Liédson           | Sporting              |
| 11            | Simão             | Atlético Madrid       |
| 17            | Ruben Amorim      | Benfica               |
| 18            | Hugo Almeida      | Werder Bremen         |
| Bondscoach    |                   |                       |
|               | Carlos Queiroz    |                       |

## Stand
| Land        | Wed | Win | Gel | Ver | DV | DT | +/- | Pnt |
| ----------- | --- | --- | --- | --- | -- | -- | --- | --- |
| Brazilië    | 3   | 2   | 1   | 0   | 5  | 2  | 3   | 7   |
| Portugal    | 3   | 1   | 2   | 0   | 7  | 0  | 7   | 5   |
| Ivoorkust   | 3   | 1   | 1   | 1   | 4  | 3  | 1   | 4   |
| Noord-Korea | 3   | 0   | 0   | 3   | 1  | 12 | -11 | 0   |

## Wedstrijden
|                                           |           |       |          |                                                                                                 |
| 15 juni 2010 «onderlinge duels» 16:00 uur | Ivoorkust | 0 – 0 | Portugal | Nelson Mandelabaai Stadion, Port Elizabeth Toeschouwers: 37.034 Scheidsrechter: Jorge Larrionda |
| 15 juni 2010 «onderlinge duels» 16:00 uur |           |       |          | Nelson Mandelabaai Stadion, Port Elizabeth Toeschouwers: 37.034 Scheidsrechter: Jorge Larrionda |

|                                           | |       |             |                                                                            |
| 21 juni 2010 «onderlinge duels» 13:30 uur | Portugal                                                                                           | 7 – 0 | Noord-Korea | Groenpuntstadion, Kaapstad Toeschouwers: 63.644 Scheidsrechter: Pablo Pozo |
| 21 juni 2010 «onderlinge duels» 13:30 uur | Raul Meireles 28' Simão 53' Hugo Almeida 56' Tiago 60' Liedson 81' Cristiano Ronaldo 88' Tiago 89' |       |             | Groenpuntstadion, Kaapstad Toeschouwers: 63.644 Scheidsrechter: Pablo Pozo |

|                                           |           |       |          |                                                                                     |
| 25 juni 2010 «onderlinge duels» 16:00 uur | Portugal  | 0 – 0 | Brazilië | Moses Mabhida Stadium, Durban Toeschouwers: 62.712 Scheidsrechter: Benito Archundia |
| 25 juni 2010 «onderlinge duels» 16:00 uur | (details) |       |          | Moses Mabhida Stadium, Durban Toeschouwers: 62.712 Scheidsrechter: Benito Archundia |

### Achtste finale
|                                           |                 |       |          |                                                                                 |
| 29 juni 2010 «onderlinge duels» 20:30 uur | Spanje          | 1 – 0 | Portugal | Groenpuntstadion, Kaapstad Toeschouwers: 62.995 Scheidsrechter: Héctor Baldassi |
| 29 juni 2010 «onderlinge duels» 20:30 uur | David Villa 63' |       |          | Groenpuntstadion, Kaapstad Toeschouwers: 62.995 Scheidsrechter: Héctor Baldassi |

FPF · A-internationals · Selecties · Statistieken · Bondscoaches · Portugees vrouwenelftal · Olympisch elftal · Portugal U21 · Portugal U20 · Portugal U19 · Portugal U18 · Portugal U17 · Vrouwen U17
1921 – 1929 · 
1930 – 1939 · 
1940 – 1949 · 
1950 – 1959 · 
1960 – 1969 · 
1970 – 1979 · 
1980 – 1989 · 
1990 – 1999 · 
2000 – 2009 · 
2010 – 2019 · 
2020 – 2029
EK's: 1984 · 
1996 · 
2000 · 
2004 · 
2008 · 
2012 · 
2016 · 
2020 · 
2024
WK's: 1966 · 
1986 · 
2002 · 
2006 · 
2010 · 
2014 · 
2018 · 
2022
OS: 1928 · 
1996 · 
2004 · 
2016
1921 · 
1922 · 
1923 · 
1924 · 
1925 · 
1926 · 
1927 · 
1928 · 
1929 · 
1930 · 
1931 · 
1932 · 
1933 · 
1934 · 
1935 · 
1936 · 
1937 · 
1938 · 
1939 · 
1940 · 
1942 · 
1943 · 1944 · 
1945 · 
1946 · 
1947 · 
1948 · 
1949 ·
1950 · 
1951 · 
1952 · 
1953 · 
1954 · 
1955 · 
1956 · 
1957 · 
1958 · 
1959 ·
1960 · 
1961 · 
1962 ·
1963 ·
1964 · 
1965 · 
1966 · 
1967 · 
1968 · 
1969 ·
1970 · 
1971 · 
1972 · 
1973 · 
1974 · 
1975 · 
1976 · 
1977 · 
1978 · 
1979 ·
1980 · 
1981 · 
1982 · 
1983 · 
1984 · 
1985 · 
1986 · 
1987 · 
1988 · 
1989 · 
1990 · 
1991 ·
1992 · 
1993 · 
1994 · 
1995 · 
1996 · 
1997 · 
1998 · 
1999 · 
2000 · 
2001 · 
2002 · 
2003 · 
2004 · 
2005 · 
2006 · 
2007 · 
2008 · 
2009 · 
2010 · 
2011 · 
2012 · 
2013 ·
2014 ·
2015 ·
2016 ·
2017 ·
2018 ·
2019 ·
2020 ·
2021 ·
2022
Albanië ·
Algerije ·
Andorra ·
Angola ·
Argentinië ·
Armenië ·
Azerbeidzjan ·
België ·
Bolivia ·
Bosnië-Herzegovina ·
Brazilië ·
Bulgarije ·
Canada ·
Chili ·
China ·
Cyprus ·
DDR ·
Denemarken ·
Duitsland ·
Ecuador ·
Egypte ·
Engeland ·
Estland ·
Faeröer ·
Finland ·
Frankrijk ·
Gabon ·
Georgië ·
Ghana ·
Gibraltar ·
Griekenland ·
Hongarije ·
Ierland ·
IJsland ·
Iran ·
Israël ·
Italië ·
Ivoorkust ·
Joegoslavië ·
Kaapverdië ·
Kameroen ·
Kazachstan ·
Koeweit ·
Kroatië ·
Letland ·
Liechtenstein ·
Litouwen ·
Luxemburg ·
Malta ·
Marokko ·
Mexico ·
Moldavië ·
Mozambique ·
Nederland ·
Nieuw-Zeeland ·
Nigeria ·
Noord-Ierland ·
Noord-Korea ·
Noord-Macedonië ·
Noorwegen ·
Oekraïne ·
Oostenrijk ·
Panama ·
Paraguay ·
Polen ·
Qatar ·
Roemenië ·
Rusland ·
Saoedi-Arabië ·
Schotland ·
Servië ·
Slovenië ·
Slowakije ·
Sovjet-Unie ·
Spanje ·
Tsjechië ·
Tsjecho-Slowakije ·
Tunesië ·
Turkije ·
Uruguay ·
Verenigde Staten ·
Wales ·
Zuid-Afrika ·
Zuid-Korea ·
Zweden ·
Zwitserland
Angola (2006) ·
België (2021) ·
Brazilië (2010) · 
Denemarken (2012) ·
Duitsland (2006) ·
Duitsland (2008) ·
Duitsland (2012) ·
Duitsland (2014) ·
Duitsland (2021) ·
Engeland (2000) ·
Engeland (2006) ·
Frankrijk (2006) ·
Frankrijk (2016) ·
Frankrijk (2021)  ·
Ghana (2014) ·
Griekenland (2004, 2) · 
Hongarije (2021) · 
IJsland (2016) · 
Iran (2006) ·
Iran (2018) ·
Marokko (2018) ·
Marokko (2022) ·
Mexico (2006) ·
Nederland (2006) ·
Nederland (2012) ·
Oostenrijk (2016) · 
Spanje (2012) · 
Spanje (2018) ·
Tsjechië (2008) ·
Tsjechië (2012) · 
Turkije (2008) ·
Verenigde Staten (2014) ·
Uruguay (2018) ·
Zuid-Korea (2022) · 
Zwitserland (2008) · 
Zwitserland (2022)